# Aluschta
Aluschta (ukrainisch und russisch Алушта; krimtatarisch Aluşta) ist ein Kur- und Urlaubsort in der Autonomen Republik Krim am Schwarzen Meer in der Ukraine mit 29.400 Einwohnern (Stand 1. Januar 2004).
In Aluschta und Umgebung gibt es längs der Küste an die zwei Dutzend Sanatorien, Erholungsheime, Pensionen und Hotels, wo während des Sommers Tausende Menschen, viele auch aus Russland und Belarus, ihren Urlaub verbringen. Ein Teil der Gesundungsstätten ist das ganze Jahr in Betrieb.

## Verwaltung
Verwaltungstechnisch gliedert sich die der Stadtverwaltung unterstellte Fläche in die eigentliche Stadt sowie eine Siedlung städtischen Typs (Partenit/Партеніт), 16 Dörfer (Werchnja Kutusowka/Верхня Кутузовка, Heneralske/Генеральське, Saprudne/Запрудне, Selenohirja/Зеленогір'я, Isobilne/Ізобільне, Kyparysne/Кипарисне, Lawrowe/Лаврове, Lutschyste/Лучисте, Malyj Majak/Малий Маяк, Maloritschenske/Малоріченське, Nyschnje Saprudne/Нижнє Запрудне, Nyschnja Kutusowka/Нижня Кутузовка, Prywitne/Привітне, Puschkine/Пушкіне, Rybatsche/Рибаче, Sonjatschnohirske/Сонячногірське) und 8 Siedlungen (Bondarenkowe/Бондаренкове, Wynohradnyj/Виноградний, Lawanda/Лаванда, Lasurne/Лазурне, Rosowyj/Розовий, Semydwirja/Семидвір'я, Utjos/Утьос, Tschjaka/Чайка). Diese sind in eine Siedlungsgemeinde und fünf Landratsgemeinden eingeteilt.

## Verkehr
Mit öffentlichen Verkehrsmitteln ist Aluschta ausschließlich mit Bussen zu erreichen. Direkte Busverbindungen und die längste Trolleybus-Linie der Welt verbinden Aluschta mit Simferopol (ca. 40 km) und Jalta (ca. 20 km), Letztere wird von der Gesellschaft Krymskyj trolejbus betrieben. Der Überlandtrolleybus stellt zudem via Simferopol den Anschluss an das Eisenbahnnetz und an den internationalen Flughafen Simferopol her. In Aluschta selbst existiert außerdem noch ein städtisches Trolleybus-Netz, es wird ebenfalls von Krymskyj trolejbus betrieben und umfasst insgesamt drei Linien (1, 1A und 2). Der Schiffsverkehr hat für Aluschta hingegen nur geringfügige Bedeutung.

## Geschichte
Die Geschichte Aluschtas reicht in frühe Zeiten zurück, wie die Geschichte der ganzen Krim. Während der Antike befand sich an dieser Stelle eine Ortschaft, und im 6. Jahrhundert wurde auf Befehl des byzantinischen Kaisers Justinian I. (482–565) die Festung Aluston gebaut. Während der Tataren-Invasion wurde die Stadt um die Festung 1239 zerstört.
In den 1380er-Jahren bemächtigten sich die Genueser Aluschtas, obgleich die Krim damals zum Machtbereich der Mongolo-Tataren der Goldenen Horde gehörte. Die Genueser nannten die Stadt Lusta. Sie bauten die Festung um und verstärkten sie. Ein Teil der Mauer und ein Turm sind noch erhalten. Unter osmanischer Oberhoheit wurde die Stadt 1475 Teil des Sudak Kadylyk innerhalb des Khanat der Krim. Sie blieb zunächst eine christliche Siedlung.
Die osmanische Herrschaft endete mit dem Russisch-Türkischen Krieg von 1768 bis 1774. Ab 1802 trägt Aluschta den offiziellen Status einer Stadt. Seit 1838 gehörte der Amtsbezirk zum Kreis Jalta. Bis zur Deportation der Krimtataren durch Stalin am 18. Mai 1944 war Aluschta einer von drei Orten – neben Karasubazar (heute Bilohirsk) und Bachtschyssaraj – mit einer krimtatarischen Mehrheit.
Im Russischen Kaiserreich gehörte Aluschta zum Gouvernement Taurien, das bis Oktober 1921 bestand. Nach der Oktoberrevolution war sie Teil der ASSR der Krim innerhalb der Russischen SFSR.
Durch Beschluss des Obersten Sowjets der UdSSR aus Anlass des 300. Jahrestags des Vertrags von Perejaslaw wurde Aluschta zusammen mit der Oblast Krim am 26. April 1954 an die Ukrainische Sozialistische Sowjetrepublik angeschlossen. Von 1991 bis 2014 war Aluschta Teil der unabhängigen Ukraine.
Seit dem international nicht anerkannten Anschluss der Halbinsel Krim an Russland im März 2014 gehört Aluschta de facto zum Föderationssubjekt Südrussland der Russischen Föderation. De jure nach Angaben der administrativ-territorialen Teilung der Ukraine ist Aluschta Teil der Autonomen Republik Krim, die zu den durch Russland besetzten Gebieten gehört.

## Bevölkerung
Angaben laut der Volkszählung aus dem Jahr 2001:
| Gruppen     | Anzahl | in Prozent |
| ----------- | ------ | ---------- |
| Russen      | 35.030 | 71,6       |
| Ukrainer    | 11.987 | 23,2       |
| Krimtataren | 3.081  | 5,9        |
| Belarussen  | 743    | 1,4        |
| Armenier    | 223    | 0,4        |
| Moldauer    | 104    | 0,2        |

| Gruppen         | Anzahl | in Prozent |
| --------------- | ------ | ---------- |
| Aserbaidschaner | 102    | 0,2        |
| Tataren         | 93     | 0,2        |
| Polen           | 85     | 0,2        |
| Georgier        | 72     | 0,2        |
| Juden           | 71     | 0,1        |

## Söhne und Töchter der Stadt
- Tatjana Ustinowa (1913–2009), sowjetische Geologin und Entdeckerin der Dolina Geiserow (Tal der Geysire) auf Kamtschatka
- Rustem Umjerow (* 1982), Ukrainischer Verteidigungsminister
- Jamala (* 1983), ukrainisch-krimtatarische Sängerin, aufgewachsen in Aluschta
- Alexander Nedowessow (* 1987), kasachischer Tennisspieler ukrainischer Herkunft